# Józefa Czekaj-Tracz
Józefa Czekaj-Tracz (ur. 20 maja 1928) – odznaczona medalem „Sprawiedliwy wśród Narodów Świata”.
Jako nastolatka, w czasie II wojny światowej wraz z rodzicami ukrywała przez dziesięć miesięcy Miriam Schmetterling, jej męża i teściową w domu rodzinnym w Kopyczyńcach w dawnym powiecie tarnopolskim. Początkowo Żydzi ukryci byli w szopie, a następnie w gołębniku, do którego jedzenie, ubrania i lekarstwa otrzymywali przez komin. Józefa Czekaj-Tracz podjęła ryzyko, mimo iż jej dom sąsiadował z komendą policji niemieckiej i ukraińskiej.
27 lutego 2007 r. Józefie Czekaj-Tracz wręczono medal „Sprawiedliwy wśród Narodów Świata” podczas uroczystości w warszawskiej szkole Laufer-Morasha, w której uczestniczyła także ocalona Miriam Schmetterling.
16 października 2016 Józefa Czekaj została odznaczona przez Prezydenta RP Krzyżem Komandorskim Orderu Odrodzenia Polski.